# Cryptocarya ferrarsii
Cryptocarya ferrarsii är en lagerväxtart som beskrevs av George King och Joseph Dalton Hooker. Cryptocarya ferrarsii ingår i släktet Cryptocarya och familjen lagerväxter. Utöver nominatformen finns också underarten C. f. macrocarpa.